# Hyundai FB
Hyundai FB (хангыль: 현대 에프비, 현대FB) — автобус с переднемоторной компоновкой, выпускаемый компанией Hyundai в 1982—1992 годах.

## История
В январе 1982 года была выпущена первая модель автобуса Hyundai FB485. В феврале 1986 года модель была видоизменена.
В январе 1986 года была выпущена ещё одна модель — Hyundai FB500 с дизельным двигателем внутреннего сгорания Mitsubishi D6BR.
Производство завершилось в 1992 году.

## Галерея

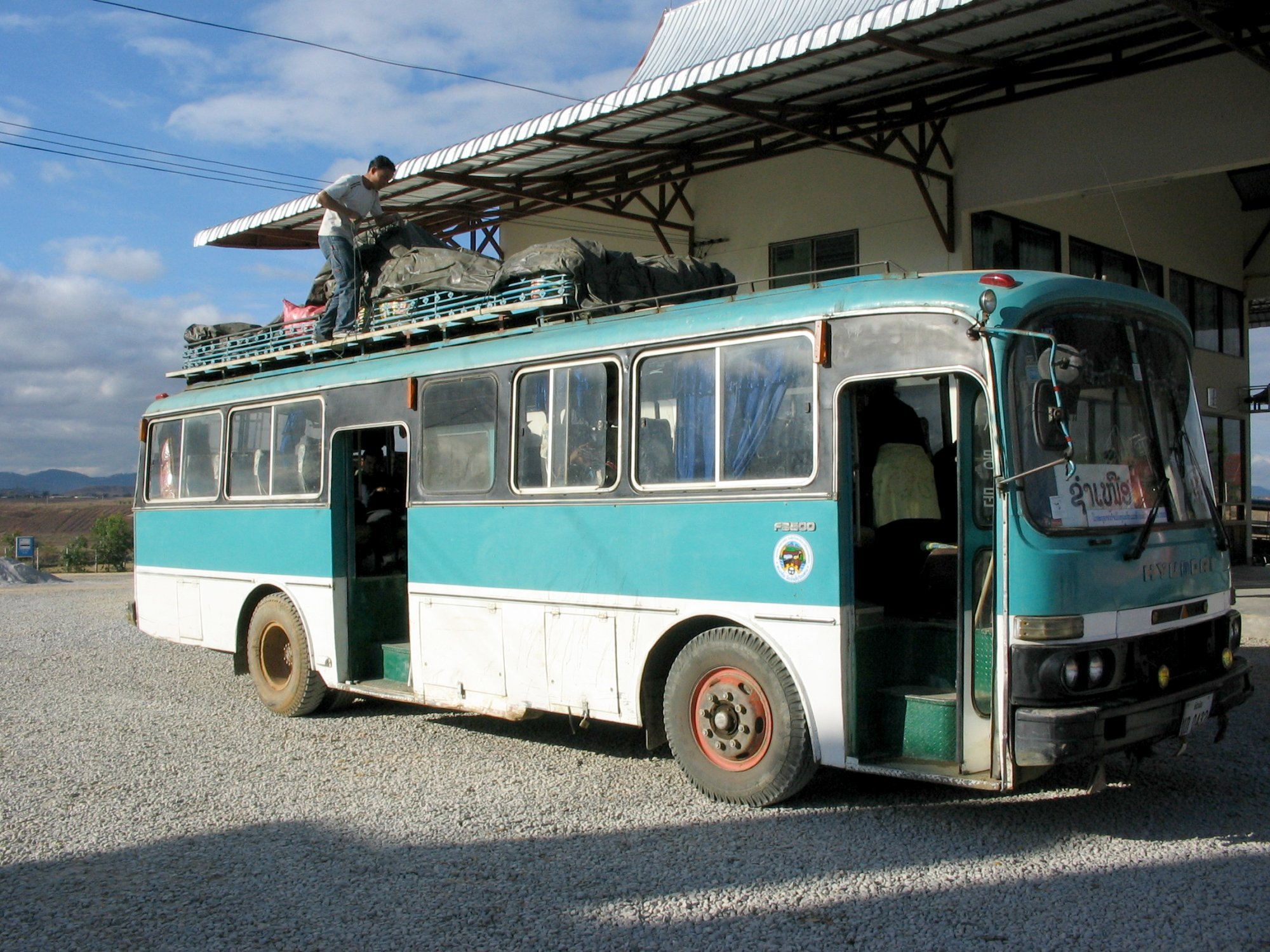
Hyundai FB500 в Лаосе
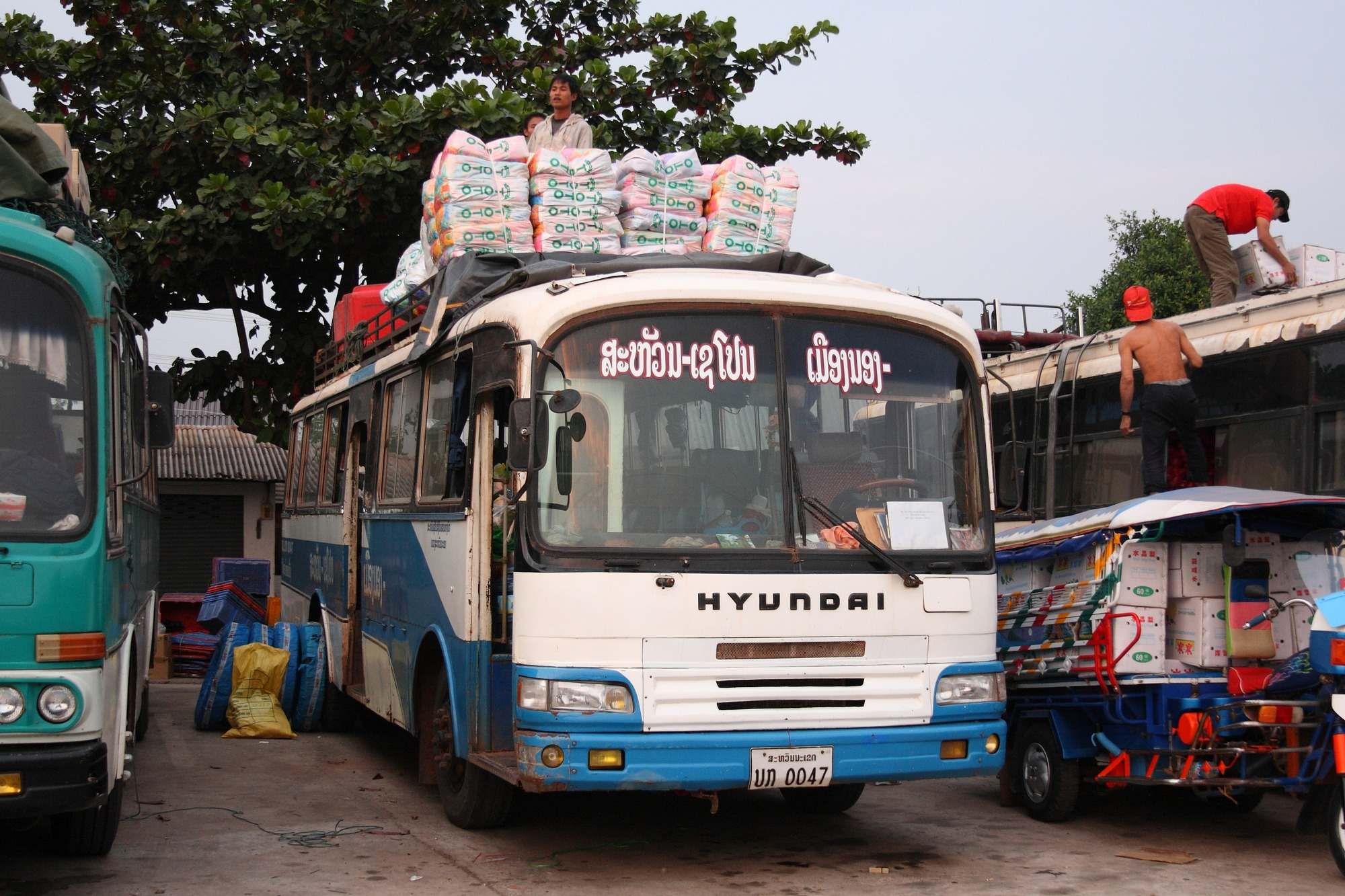
Hyundai FB500 в Лаосе с видоизменёнными фарами